# Philodendron knappiae
Philodendron knappiae är en kallaväxtart som beskrevs av Thomas Bernard Croat. Philodendron knappiae ingår i släktet Philodendron och familjen kallaväxter. Inga underarter finns listade.